# 马克思主义研究基金会

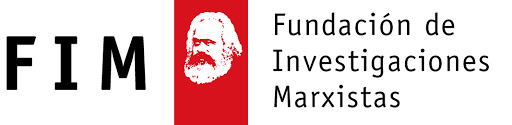
马克思主义研究基金会标志

马克思主义研究基金会（西班牙語：Fundación de Investigaciones Marxistas，缩写为FIM）是西班牙共产党发起的一个私营文化实体。该基金会于1978年在马德里成立，并于1980年7月21日经文化部令认可。
该基金会的宗旨是“在文化、艺术、科学和国际合作领域，推动、促进和组织研究、研讨会、辩论、图书馆、文献中心、出版物、发展援助等各类活动和倡议，并以马克思主义作为理论和政治的指导，旨在实现人类解放、国际团结和社会变革。”该基金会出版的杂志包括《我们的旗帜》和《马克思主义文学批评杂志》。